# Instituto Tecnológico de La Paz
El Instituto Tecnológico de La Paz es una institución pública de educación superior localizada en La Paz, Baja California Sur. Es considerada como la primera institución educativa de nivel licenciatura en el Estado de Baja California Sur. Inició sus labores con el nivel bachillerato en 1 de octubre de 1973. Actualmente, el Instituto Tecnológico de La Paz imparte 9 carreras a nivel licenciatura y 2 a nivel posgrado en las áreas de ciencias sociales y administrativas, e ingeniería.  Formó parte de la Dirección General de Educación Superior Tecnológica (DGEST), de la Secretaría de Educación Pública de México. Ahora es parte del Tecnológico Nacional de México (campus La Paz). Ya tiene por este hecho estructura jurídica legal, con lo que puede acceder a intercambios científicos culturales tecnológicos con otras universidades del mundo. 

## Oferta educativa

### Profesional
En el Instituto Tecnológico de La Paz se ofertan las siguientes carreras:
- Arquitectura
- Contador Público
- Licenciatura en Administración
- Ingeniería Bioquímica
- Ingeniería Civil
- Ingeniería Electromecánica
- Ingeniería Industrial
- Ingeniería en Gestión Empresarial
- Ingeniería en Sistemas Computacionales

### Posgrado
- Maestría en Planificación de empresas y Desarrollo Regional. con reconocimiento en el PNPC de CONACYT.
- Maestría en Sistemas Computacionales con reconocimiento en el PNPC de CONACYT.